# Reticulocitosis
La reticulocitosis es una condición anómala del tejido sanguíneo, caracterizada por el aumento en el número de los reticulocitos circulantes, lo cual es una señal de la producción acelerada de eritrocitos. Ocurre durante el proceso de regeneración activa de la sangre (estímulo de la médula ósea para la eritropoyesis), en ciertos tipos de anemia, en particular la hemolítica congénita, así como también en la esferocitosis hereditaria y en el prúrito gestacional.
Reticulocitosis significa, pues, una aceleración de la eritropoyesis. La hipoxia y la eritropoyetina son factores importantes en desencadenarla, a través de la liberación de un mayor número de reticulocitos inmaduros (RETH % y RETM %), pudiendo estar presente en casos con normocitosis, microcitosis y/o macrocitosis. Exámenes como reticulocitograma y eritrograma son útiles en este diagnóstico.